# CECEEUR
Der Central European Clearinghouses & Exchanges Index - Composit Index in EUR (CXE) ist ein Aktienindex der Wiener Börse. Er bildet als Preisindex die Wertentwicklung der wichtigsten Aktien an den Börsen in Ungarn, Tschechien und Polen ab. 
Seine erstmalige Festlegung erfolgte am 4. Januar 1999 bei 746,46 Indexpunkten. Die ISIN lautet AT0000726476.

## Zusammensetzung
Der Index setzt sich aus den Aktien der umsatzstärksten polnischen, ungarischen und tschechischen Unternehmen zusammen. Er enthält alle Werte des Polish Traded Index (PTX), des Czech Traded Index (CTX) und des Hungarian Traded Index (HTX). Damit sind insgesamt 30 Unternehmen gelistet.
Der CECE ist ein Preisindex. Kapitalausschuüttungen und Dividenden fließen wie beim österreichischen Leitindex Austrian Traded Index (ATX) und anders als beim DAX nicht in den Wert ein. Es gibt allerdings auch eine Berechnung des CECE als Performanceindex (ISIN AT0000A09FK4). Sowohl Preis- als auch Performanceindex haben außerdem eine Version, die in US-Dollar angegeben wird (ISIN AT0000999693 und ISIN AT0000A09FL2).
Zusammensetzung am 2. März 2020:
| Land             | Anzahl Unternehmen | Anteil |
| ---------------- | ------------------ | ------ |
| Polen (PTX)      | 12 Unternehmen     | 50,4 % |
| Tschechien (CTX) | 9 Unternehmen      | 26,5 % |
| Ungarn (HTX)     | 9 Unternehmen      | 23,1 % |

Frühere Zusammensetzungen
22. Oktober 2008
| Land             | Anzahl Unternehmen | Anteil  |
| ---------------- | ------------------ | ------- |
| Polen (PTX)      | 14 Unternehmen     | 50,54 % |
| Tschechien (CTX) | 10 Unternehmen     | 37,26 % |
| Ungarn (HTX)     | 6 Unternehmen      | 12,20 % |

28. Mai 2013
| Land             | Anzahl Unternehmen | Anteil  |
| ---------------- | ------------------ | ------- |
| Polen (PTX)      | 12 Unternehmen     | 72,21 % |
| Tschechien (CTX) | 8 Unternehmen      | 18,22 % |
| Ungarn (HTX)     | 5 Unternehmen      | 7,57 %  |

## Einordnung
Auf dem CECEEUR baut der NTX auf, der über die drei Länder hinaus auch Aktien aus Rumänien, vor allem aber aus Österreich enthält.
Umfangreicher ist ebenfalls der MSCI Eastern Europe, der anders als der CECEEUR auch Aktien aus Russland enthält und somit ein anderes Profil hat (Russland 67 %, Polen 21 %, Ungarn 8 %, Tschechien 3 %).